# Kanton Besse-sur-Issole
Kanton Besse-sur-Issole is een voormalig kanton van het Franse departement Var. Kanton Besse-sur-Issole maakte deel uit van het arrondissement Brignoles en telde 10.399 inwoners (1999). Alle gemeenten werden toegevoegd aan het kanton Le Luc.

## Gemeenten
Het kanton omvatte de volgende gemeenten:
- Besse-sur-Issole (hoofdplaats)
- Cabasse
- Flassans-sur-Issole
- Gonfaron
- Pignans